# Phragmocalosphaeria polyblasta
Phragmocalosphaeria polyblasta är en svampart som tillhör divisionen sporsäcksvampar, och som först beskrevs av Romell och Pier Andrea Saccardo, och fick sitt nu gällande namn av Franz Petrak. Phragmocalosphaeria polyblasta ingår i släktet Phragmocalosphaeria, och familjen Calosphaeriaceae. Arten är reproducerande i Sverige.